# Aleksandr Viktorovič Dedjuško
Aleksandr Viktorovič Dedjuško in russo Александр Викторович Дедюшко? (Vawkavysk, 20 maggio 1962 – Oblast' di Vladimir, 3 novembre 2007) è stato un attore russo.
È noto per drammi di guerra e la versione russa del "Dancing with the Stars".

## Filmografia parziale

### Cinema
- La madre (1989)
- Furto (in russo Вор?, 1997)
- Il barbiere di Siberia (1998)
- Demobbed (2000)
- A driver for vera (2004)
- Vechernyaya skazka (2007)
- Taras Bulba (Тарас Бульба), regia di Vladimir Bortko (2009)